# غاستون ديشان
غاستون ديشان (بالفرنسية: Gaston Deschamps )‏ (و. 1861 – 1931 م) هو سياسي، وصحفي، وعالم آثار، من فرنسا، توفي في باريس، عن عمر يناهز 70 عاماً.

## مناصب
تولى منصب عضو الجمعية الوطنية الفرنسية.

## التعليم
تعلم في مدرسة الأساتذة العليا.